# Satellite of Love
Singles de Lou Reed
Walk on the Wild Side / Perfect Day
(1972) Vicious
(1973)
Pistes de Transformer
Make Up Wagon Wheel
Satellite of Love est une chanson du chanteur américain Lou Reed. Elle apparaît sur son deuxième album solo, Transformer (1972), puis en single en février 1973. Ce single ne se classe pas au moment de sa sortie, mais la chanson est devenue récurrente par la suite dans ses concerts et ses compilations.

## Thème et composition
Satellite of Love parle d'un homme qui observe le lancement d'un satellite à la télévision, tout en ressentant une profonde jalousie envers sa petite amie infidèle.
On peut y entendre David Bowie, producteur de l'album, faire les chœurs.
Cette chanson, enregistrée à l'origine par le Velvet Underground, le groupe la joue en concert et l'enregistre en 1970, au cours des sessions pour l'album Loaded. Comme de nombreuses autres chansons, elle n'apparaît pas sur l'album final. La version enregistrée par le Velvet Underground restera largement ignorée, voire oubliée, jusqu'à la sortie du coffret Peel Slowly and See en 1995.
La version du Velvet, en plus d'avoir un tempo plus soutenu, donne des paroles différentes pour ce couplet :
I've been told that you've been bold
With Harry, Mark, and John
Monday, Tuesday, Wednesday to Thursday
With Harry, Mark, and John
Dans la version du Velvet, on entend :
I've been told that you've been bold
With Winkin, Blinkin, and Nod
Monday, Tuesday, Wednesday to Thursday
With Winkin, Blinkin, and Nod
Reed déclare, au sujet des paroles originales : « Bon Dieu. Mieux vaut les oublier. De toute évidence, je ne voulais pas encore utiliser de vrais noms. Je voulais sans doute être sûr de ne pas employer un nom qui voulait vraiment dire quelque chose pour moi ».

## Classements
| Classement (1973)              | Meilleure position |
| ------------------------------ | ------------------ |
| États-Unis (Hot 100)           | 119                |
| Royaume-Uni (UK Singles Chart) | 51                 |

## Reprises
- Eurythmics a repris la chanson en 1983. Elle apparaît sur la version remasterisée de l'album Sweet Dreams (Are Made of This) (2006).
- Une reprise apparaît sur le single One de U2 en 1992. La chanson reçut une publicité supplémentaire en étant régulièrement jouée lors de la tournée 1992-1993 du groupe (Zoo TV Tour), pendant laquelle Bono chantait en duo avec une vidéo préenregistrée de Reed, qui vint quelques fois en personne sur scène pour la chanter.
- Un remake de Satellite of Love, intitulé Satellite of Love '04, est sorti au Royaume-Uni en 2004. Il atteignit la dixième place du UK Singles Chart.
- L'actrice Milla Jovovich a interprété cette chanson pour le film The Million Dollar Hotel avec un groupe comprenant Bono et The Edge.
- La chanson a également été reprise par Perry Farrell, Martin Plaza et Danny Saber, entre autres.
- Morrissey l'a reprise en public, interprétation qui a fait l'objet d'un single en 2013.